# الجريمة في جنوب إفريقيا

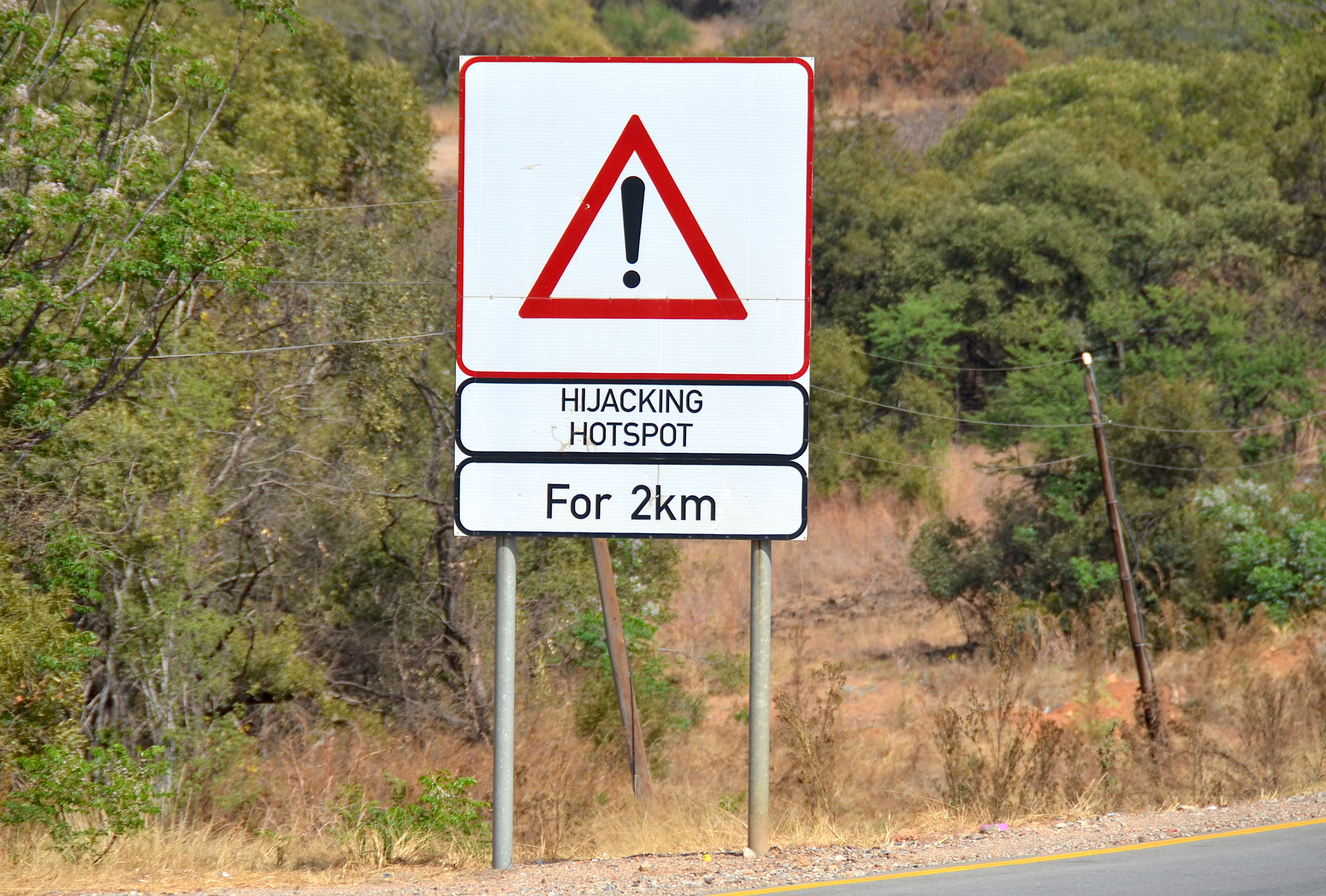
لافتة تحذير من الجريمة فى حنوب افريقيا

تشمل الجريمة في جنوب أفريقيا كافة الجرائم العنيفة وغير العنيفة التي تحدث في جنوب أفريقيا، أو ضمن صلاحيات قضائها.

## الأسباب
أعزيت مستويات الجريمة إلى الفقر ومشكلات إيصال الخدمات العامة والتفاوت في الثروة. سلط معهد الدراسات الأمنية أيضًا الضوء على عوامل تذهب أبعد من الفقر واللامساواة، وعلى وجه التحديد الضغط الاجتماعي الناجم عن بيئات قاسية خلال سنوات الطفولة الأولى والافتقار لاحقًا إلى ولي أمر. وُصفت معدلات الجريمة المرتفعة في جنوب أفريقيا والعودة إلى الإجرام ونظام العدالة الجنائية المثقل بأنها أزمة تتطلب إعادة تفكير جذرية في قوانين معاقبة الشبان الصغار. في شهر فبراير من عام 2007، طلبت حكومة المؤتمر الوطني الأفريقي في جنوب أفريقيا من مركز دراسات العنف والمصالحة إجراء دراسة حول طبيعة الجريمة في جنوب أفريقيا. أشارت الدراسة إلى عدة عوامل ساهمت في ارتفاع مستويات العنف. نُسبت الجرائم العنيفة وغير العنيفة في جنوب أفريقيا إلى:
- التطبيع مع العنف. ينظر إلى العنف من قبل كثر بأنه وسيلة ضرورية ومبررة في تسوية الصراعات ويرى بعض الذكور أن السلوك الجنسي القسري ضد النساء أمر شرعي.
- ثقافة فرعية من العنف والإجرام تتراوح بين جرائم السرقة والاغتصاب الفردية وبين جماعات غير رسمية أو عصابات أكثر رسمية. من يشكلون جزءًا من الثقافة الفرعية هذه يختارون عملًا إجراميًا في حياتهم[7] وغالبًا ما يستخدمون السلاح، مع استثناء مدينة كيب تاون حيث يسود بصورة أكبر العنف باستخدام السكاكين. ترتبط الموثوقية ضمن هذه الثقافة الفرعية بالاستعداد للجوء إلى العنف المفرط.
- ضعف الشبان نتيجة التربية غير الملائمة خلال الطفولة والتي تلتها تنشئة اجتماعية سيئة في سن الشباب وولاية أمر سيئة أيضًا. نظرًا إلى الفقر والحرمان والترتيبات غير المستقرة للمعيشة والتربية المضطربة،[7] يقع بعض الأطفال الجنوب أفريقيين عرضة لعوامل خطر تزيد من احتمالات أن يباتوا منخرطين في الجريمة والعنف.
- مستويات مرتفعة من اللامساواة والفقر والبطالة والإقصاء الاجتماعي والتهميش.
- استهلاك ومعاقرة الخمر سبب واضح أو عامل مساهم في العديد من جرائم العنف بما في ذلك حالات القتل والشروع بالقتل والاعتداء والاعتداء حسب الجندر والاغتصاب. تقع هذه الحوادث بصورة منتظمة داخل الحانات والخمارات[8] والنوادي الليلية. إضافة إلى ذلك، يتعرض العديد من الجنوب أفريقيين، بما في ذلك عناصر الشرطة المكلفين بمهمات، للإيقاف بسبب القيادة وهم تحت تأثير الكحول، وهي جنحة مرتبطة ب 27% من حوادث السير المميتة.[9][10][11][12][13][14][15][16][17][18][19]
- في الثقافة الأفريقية التقليدية، شكلت سرقة رؤوس الماشية من القبائل المنافسة وظيفة اجتماعية وثقافية هامة ضمن المشيخات واعتُبرت طقس مرور للمحاربين الشبان.[20][21]
- تمارس الربحية الضريبية لجرائم كالتهريب والتواطؤ بالتدليس والسيطرة على الدولة، إضافة إلى التهرب الضريبي وضريبة القيمة المضافة، احتيالًا بحد ذاتها نظرًا إلى عدم الكفاءة المزعومة وانعدام التدابير الإجرائية لهيئة الضرائب الجنوب أفريقية، والتي كانت توجه أولوياتها نحو المواطنين المتعاونين والملتزمين بالقوانين. [22]

## قضايا تطبيق القانون
تعتمد البلاد على نظام عدالة جنائية غارق في قضايا عديدة، من بينها انعدام الكفاءة والفساد والاستقطاب الداخلي. 

### التنظيم والتمويل
أشار جوهان برغر من مركز الدراسات الأمنية إلى أن دائرة الشرطة في جنوب أفريقيا كانت تنتقل من أزمة إلى أزمة أخرى، ولم تطبق حتى العام 2020 المقترحات الفعالة لحفظ النظام التي أوجزت في خطة النمو القومي لعام 2012، وتضم طاقمًا سيئ التدريب وغير كفؤ في المناصب العليا. في أعقاب عنف العصابات الذي شهده العام 2019 والاضطرابات في جنوب أفريقيا في عام 2021 أشير إلى أن الجيش بات ينشر بصورة متزايدة للمساهمة في مهام حفظ النظام التي لم يكن يمتلك العتاد المطلوب لها ولم يكن معدًا لها، في حين لم تكن هناك أي عناية بالبنية التحتية لحفظ النظام التي كانت بوضوح غير قادرة على تأدية وظيفتها. أعلنت دائرة الشرطة في جنوب أفريقيا في عام 2020 عن تحديث لهيكلها التنظيمي في القمة بعد إعادة هيكلة شاملة في عام 2016. حصلت دائرة الشرطة في جنوب أفريقيا على مراجعات صالحة بين أعوام 2016-2017 حتى عامي 2019-2020، إذ لم تكن متطلبات التدقيق للشراء والعقود وتجنب النفقات غير النظامية وجودة البيانات المالية محققة. بلغت قيمة النفقات غير النظامية 33 مليون راند في عامي 2017 و2018 ومبلغًا هائلًا وصل إلى 996 مليون راند في عامي 2018 و2019 و452 مليون راند في عامي 2019 و2020 مع استبعاد الانفاق المهدر وغير المثمر والنفقات المتكبدة بسبب إجراءات مدنية ضده بلغت في عامي 2019 و2020 522 مليون راند. 

### مراكز الشرطة
تفصل مسافة كبيرة بعض مراكز الشرطة عن التجمعات البشرية التي تخدمها، في حين باتت مراكز أخرى مثقلة بضواحي شهدت تمدينًا متسارعًا. في حالات عديدة يعمل ضباط الشرطة لساعات طويلة خارج مراكز تعاني من نقص الموارد وقد تفتقر إلى تجهيزات مكتبية رئيسية مثل آلة النسخ وجهاز الفاكس، في حين أن خط الهاتف الأرضي الوحيد المتوفر قد يكون مشغولًا. وقد يُقطع خط الكهرباء عن المكتب بسبب عدم تسديد الفاتورة أو قد تغلق مباني المكتب بسبب التأخر في دفع الأجرة. قد يُنشر ضباط دائرة الشرطة في جنوب أفريقيا في حالاتٍ تعرض حياتهم للخطر وسلطت حادثة قتل شرطة نغكوبو الضوء على أمن مراكز الشرطة. وفي أعقاب هجمات إضافية استهدفت مراكز الشرطة في كيب الغربية وكيب الشمالية وليمبوبو ومبومالانغا والشمال الغربي، اقترحت دائرة الشرطة في جنوب أفريقيا أن تعتبر هذه الجرائم فعل خيانة. 

### اللوجستيات
من بين 5.781 عربة شرطة في غاوتينغ، كان 1.407 منها أو ما يقارب ربع عددها الإجمالي خارج الخدمة في العام 2020، الأمر الذي أثر سلبًا على توقيت رد الفعل وإجراءات حفظ النظام المرئية. يستخدم ما بين 3 إلى 4 محققين عربة واحدة، ما يعني أنه يتوجب على المحققين أن يتشاركوا مع أحد زملائهم لزيارة مسرح جريمة. ومنعت الجودة المتدنية للبنى التحتية تحويل التقارير الورقية إلى تقارير مؤتمتة، في حين أن أنظمة بي سي إي إم وإف بي إس وفي إيه إيه إم آي إس، التي حصلت عليها الشرطة من إف دي إيه لمراقبة أدلة وأسلحة القضايا، لم تكن تعمل سوى بشكل متقطع منذ عام 2018 حتى عام 2021. منذ عام 2018 حتى عام 2020، لم يكن التمويل كافيًا ليوفر لعناصر الخدمة الزي الجديد، على الرغم من أن بعضها كان قد وجد لدى خاطفين ولصوص مسلحين آخرين. كان ثمة أيضًا نقص مماثل في الستر الواقية من الرصاص. بحلول العام 2020، كانت بعض تقارير دائرة الشرطة في جنوب أفريقيا حول علم السموم الشرعي متخلفة لما يقارب العقد، في حين وصل عدد عينات الحمص النووي غير المعالجة في مختبرات العلم الجنائي الوطني إلى 117 ألف عينة نظرًا إلى سوء إدارة عملية سلسلة التوريد. توصلت تينا جويمات بيترسون، الرئيسة المعينة من قبل البرلمان للجنة ملف الشرطة، إلى أن البلاد كانت تقوم برد فعل فقط دون أن تأخذ زمام المبادرة.

### إدارة العتاد
يُسرق العتاد بشكل متكرر من قوات الأمن أو شركات الأمن، ويخشى أن هذا العتاد يستخدم في جرائم أخرى. أشار تقرير مكتب الأمم المتحدة المعني بالمخدرات والجريمة إلى ارتفاع في توفر الأسلحة النارية غير القانونية، بما في ذلك مئات الأسلحة التي نقلها ضباط فاسدون من عهدة دائرة الشرطة في جنوب أفريقيا إلى عصابات بشكل خاص. منذ العام 2010 حتى 2015 باع عقيدان في دائرة الشرطة في جنوب أفريقيا 5000 سلاح ناري تقدر قيمتها ب 9 مليون راند إلى عصابات في كيب الغربية، وفي عام 2022 اعتقل عضوان في بلدية جوهانسبرغ بسبب تهم بتزويد المجرمين بذخيرة آر 5. كان من بين الأسلحة التي سُرقت من القوات الدفاعية الوطنية الجنوب أفريقية، أو التي فقدتها القوات، خلال الفترة الواقعة بين عامي 2017 و2020 57 بندقية آر4 أو آر5 و10 مسدسات ز88 و5 مسدسات بيريتا 92 و4 مسدسات ستار ومسدسي إس آي جي ساور ومسدس غلوك ومسدس فيكتور. والذخيرة التي سُرقت من القوات الدفاعية الوطنية الجنوب أفريقية، أو التي فقدتها القوات، خلال الفترة نفسها 7.618 رصاصة من ذخيرة 5.56 ملم و340 رصاصة من ذخيرة 5.45 ملم و7.62 ملم لمدفع رشاش خفيف وبندقية اقتحام، إضافة إلى عدد من رصاص ذخيرة 9 ملم و12.7 ملم وقنبلة صاعقة وقنبلة دخانية. حتى العام 2021، كان سجل الأسلحة النارية معطلًا ولم تكن دائرة الشرطة في جنوب أفريقيا تعلم لأي ضباط منحت الأسلحة.